# 梅旧院
梅旧院（ばいきゅういん）は、大阪府大阪市天王寺区夕陽丘町にある曹洞宗の寺院及び宗教法人。山号は宝光山。本尊は釈迦牟尼佛。
梅旧院は、別院であるビル型納骨堂の運営を、株式会社光明殿に委託していたが、2022年(令和4年)11月30日までに委託を解除し、その後、NPO法人環境市民大学校に委託していた。
2024年(令和6年)8月30日、大阪地方裁判所に準自己破産の申立てを行い、同日、保全管理命令及び包括的禁止命令が発令され（令和6年(フ)第3900号）、次いで、2024年(令和6年)9月30日、破産手続開始決定がなされた。

## 歴史

### 曹洞宗・梅旧院
梅旧院は曹洞宗の寺院で、延喜年間（901年-923年）に創建。かつては菅原道真が母との別れを惜しんだという逸話が残っている寺院であった。
また1694年（元禄7年）に松尾芭蕉が亡くなった際は梅旧院の和尚がお経を唱えたとされ、その後、芭蕉の弟子である志太野坡が1704年（宝永元年）に芭蕉供養塔を建て、加賀の俳人である不二庵二柳が芭蕉堂を建立した。

### 宗教法人梅旧院
1953年（昭和28年）6月に宗教法人梅旧院を設立。
1994年（平成6年）秋頃より梅旧院の先代住職らが納骨壇の販売事業を計画。翌年の1995年（平成7年）に浪速区下寺に梅旧院の分院としてビル型納骨堂である「梅旧院分院光明殿」が完成した。
その後、梅旧院は、株式会社光明殿に分院である納骨堂の運営を委託した。
2017年（平成29年）10月12日、委託先である株式会社光明殿の社長が法人税法違反罪などで逮捕された。2019年（平成31年）3月12日、大阪地方裁判所は、法人税法違反などの罪で同社の社長に懲役2年、執行猶予3年、罰金3千万円、法人としての同社に罰金2千万円の判決を言い渡した。
梅旧院は、2022年(令和4年)11月30日までに、株式会社光明殿に対する分院納骨堂の運営委託を解除している。
2024年（令和6年）8月30日、大阪地方裁判所に準自己破産の申立てを行い、同日、保全管理命令及び包括的禁止命令が発令された。
そして、2024年（令和6年）9月30日、破産手続開始決定がなされた。

## 沿革
- 延喜年間(901年-923年) - 大阪市天王寺区夕陽丘町に曹洞宗の寺院として創建。
- 1953年(昭和28年)6月 - 宗教法人梅旧院を設立。
- 1995年(平成7年) - 大阪市浪速区下寺にビル型納骨堂である梅旧院分院光明殿を開設。
- 2017年(平成29年)10月27日 - 委託先である株式会社光明殿の社長を法人税法違反罪などで逮捕。
- 2024年(令和6年)8月30日 - 準自己破産申立て。
- 2024年(令和6年)8月30日 - 大阪地方裁判所が保全管理命令及び包括的禁止命令発令。
- 2024年(令和6年)9月30日 - 大阪地方裁判所により破産手続開始決定。

## CM
近畿地方のローカルCMとして光明殿の元社長である山口幸子が長年出演していた。
「来て見て便利な梅旧院」のリズミカルなメロディを社長自らが歌っている特徴的なCMとして広く知られていた。

## 交通
- Osaka Metro谷町線「四天王寺前夕陽ヶ丘駅」より徒歩で約5分。
- 阪神高速1号環状線「夕陽丘出入口」より車で約1分。